# 1938-as finn labdarúgó-bajnokság (első osztály)
Az 1938-as finn labdarúgó-bajnokság (Mestaruussarja) a finn  labdarúgó-bajnokság legmagasabb osztályának kilencedik alkalommal megrendezett bajnoki éve volt. A pontvadászat 8 csapat részvételével zajlott. A bajnokságot HJK Helsinki csapata nyerte.

## Bajnokság végeredménye
| # | Csapat            | M  | Gy | D | V  | RG | KG | Pont |
| - | ----------------- | -- | -- | - | -- | -- | -- | ---- |
| 1 | HJK Helsinki (B)  | 14 | 8  | 4 | 2  | 43 | 24 | 20   |
| 2 | TPS Turku         | 14 | 7  | 2 | 5  | 37 | 25 | 16   |
| 3 | VPS Vaasa         | 14 | 7  | 2 | 5  | 30 | 22 | 16   |
| 4 | HT Helsinki       | 14 | 7  | 2 | 5  | 28 | 28 | 16   |
| 5 | HPS Helsinki      | 14 | 6  | 2 | 6  | 22 | 33 | 14   |
| 6 | HIFK Helsinki     | 14 | 4  | 3 | 7  | 27 | 31 | 11   |
| 7 | KPT Kuopio (O)    | 14 | 4  | 3 | 7  | 21 | 41 | 11   |
| 8 | Sudet Viipuri (K) | 14 | 4  | 0 | 10 | 26 | 30 | 8    |

## Külső hivatkozások
- Hivatalos honlap (finnül)
- Finnország – Az első osztály tabelláinak listája az RSSSF-en (angolul)